# Hercule Poirot
Hercule Poirot (pronuncia francese [ɛʀˈkyl pwaˈʀo], Ercole Poirot nelle prime traduzioni italiane) è un personaggio immaginario, di professione investigatore e origine belga, ideato dalla scrittrice Agatha Christie e protagonista di una lunga serie di racconti e romanzi gialli. Il personaggio esordì come protagonista del romanzo Poirot a Styles Court nel 1920, opera prima della scrittrice e con la quale ottenne subito successo e grande popolarità, tanto che molti dei romanzi e dei racconti incentrati sul personaggio hanno avuto numerose trasposizioni cinematografiche e televisive, come Assassinio sull'Orient Express o l'omonima serie televisiva, Poirot.

## Biografia del personaggio

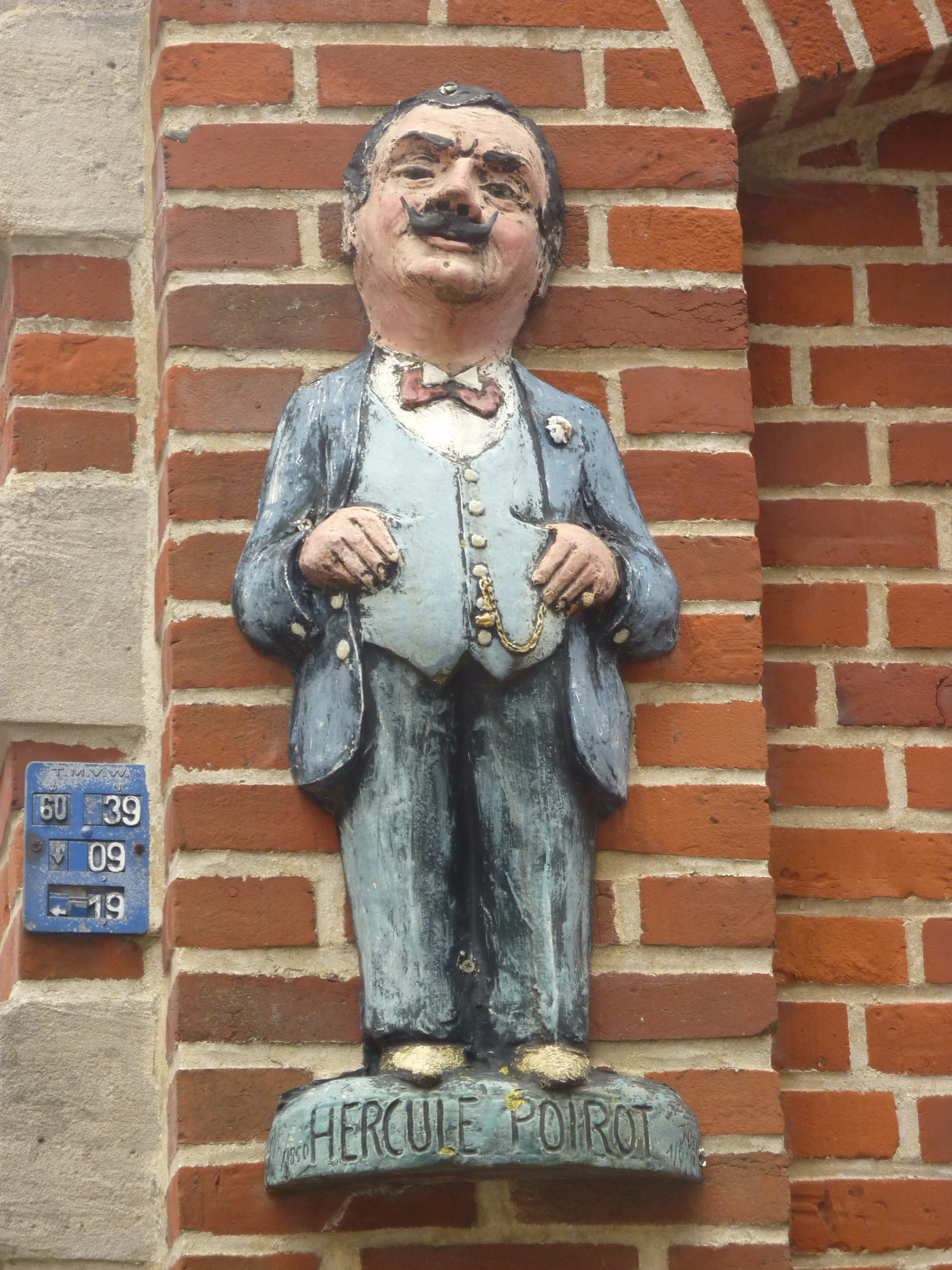
Statuetta di Poirot a Ellezelles, Belgio

### I primi anni
Il personaggio si trasferì in Inghilterra come profugo di guerra nel 1914 dal natio Belgio, dove era ispettore di polizia. Poco o nulla si sa della sua famiglia d'origine, ma in Due mesi dopo si viene a sapere che sua nonna paterna si chiamava Marie.

Entrò poi in polizia ricordando più tardi - in Il leone nemeo (1939) - di un caso risolto in Belgio nel quale "un ricco produttore di sapone […] avvelenò la moglie per sposare la sua segretaria". È l'ispettore Japp che fornisce alcuni indizi sulla carriera di Poirot nella polizia belga presentandolo a un collega:
(Poirot a Styles Court, capitolo 7)
In Doppia colpa Poirot menziona il fatto che egli era capo della polizia di Bruxelles sino alla Grande Guerra. Poirot si ritirò dalla polizia belga all'epoca del suo incontro con Hastings nel 1916 quando, con Poirot a Styles Court, diede inizio alla sua carriera come investigatore privato in Inghilterra. Durante la prima guerra mondiale lasciò il Belgio per l'Inghilterra come rifugiato. Il 16 luglio 1916 riprenderà contatti con quello che rimarrà il suo più fidato amico, il capitano Arthur Hastings, con il quale risolverà il suo primo caso inglese - Il misterioso affare di Styles. Il caso gli fornisce popolarità in Inghilterra e risolverà anche alcuni casi per conto del governo britannico, tra i quali anche un tentativo di rapire il Primo Ministro. Prese casa al 56B Whitehaven Mansions, Charterhouse Square, Smithfield, London W1. L'appartamento venne scelto da Poirot, come lui stesso ammette, per la sua simmetria.

### Tra le due guerre
(Poirot, ne Il rapimento del Primo Ministro - 1923)
Fra la prima e la seconda guerra mondiale, Poirot viaggia in Europa e nel Medio Oriente per investigare su crimini e omicidi. Nel Medio Oriente risolve i casi narrati in Poirot sul Nilo, Non c'è più scampo e La domatrice. Per attraversare l'Europa nel viaggio di ritorno si serve del treno ove ha luogo l'Assassinio sull'Orient Express che sarà il suo ultimo viaggio all'estero; anche se nel libro Poirot sul Nilo, Poirot, conversando con una signora, le confessa di avere qualche caso "piccante" da raccontare: un assassinio sull'Orient Express. Entra quindi in gioco una contraddizione visto che l'assassinio sul treno dovrebbe essere avvenuto al ritorno di Hercule Poirot dal Nilo e non prima.
Tra i molti casi a volte la pietà di Poirot permette ad alcuni criminali di farla franca, come per la contessa Vera Rossakoff, macchiatasi di diversi furti, di cui Poirot si era innamorato; ma mai l'investigatore belga protegge gli omicidi, ad eccezione di quello del caso narrato in Assassinio sull'Orient Express, ove la particolare natura degli omicidi pone Poirot per la prima e unica volta in condizioni di dover insabbiare la causa.
Gran parte dei casi risolti da Poirot coprono un arco temporale precedente al suo ritiro dalle scene con L'assassinio di Roger Ackroyd e lo stesso Poirot commenta che si è ritirato in campagna per coltivare zucche, lasciando intendere che il suo ritiro fosse già avvenuto all'epoca. Poirot risulta essersi già ritirato all'epoca di Tragedia in tre atti, ma ripetutamente viene coinvolto nella risoluzione di nuovi casi. Christie non ha mai stabilito una cronologia dettagliata dei casi. Dopo il suo pensionamento la fama inizia a declinare al punto che il suo nome inizia a non essere più riconosciuto dai personaggi nei racconti, in particolare tra i più giovani:
- Questa rivelazione lasciò Mrs Summerhayes senza reazione.
- "Che nome grazioso," disse quella gentilmente. "Greco, non è vero?"»
(Fermate il boia, capitolo 4)

### Dopo la seconda guerra mondiale
(Hastings, cap. 1 di Poirot e i quattro (1927); prima della 1ª Guerra Mondiale)
Negli ultimi anni della sua vita è comunque impegnato in alcuni casi come Alla deriva, Dopo le esequie e Poirot si annoia - tutti risolti dopo la seconda guerra mondiale. Lo stesso personaggio inizia sempre più a divenire un personaggio di minore rilievo e addirittura in Macabro quiz entra in scena a metà del racconto. Poirot, sul finire della sua carriera, trascorre la maggior parte del suo tempo libero a riflettere su famosi casi irrisolti dalla polizia e a leggere racconti polizieschi. Coglie anche l'occasione per scrivere un libro nel quale cita altri scrittori come Edgar Allan Poe e Wilkie Collins. In assenza di enigmi del suo livello, egli risolve problemi domestici come la presenza di tre pezzi di buccia d'arancia nel suo ombrello.

### La morte
Muore a seguito di complicazioni cardiovascolari alla fine del racconto Sipario che ha appunto per sottotitolo L'ultimo caso di Poirot. Questa morte improvvisa è dovuta al fatto che Poirot commette un omicidio, ovvero uccide un serial killer. L'azione crea a Poirot, ormai anziano e malato, un senso di colpa che lo conduce alla morte, anche se questo non è il suo primo e unico "omicidio": alla fine del libro Sipario, nelle memorie che Poirot lascia a Hastings si scopre che quando era poliziotto in Belgio uccise accidentalmente un ladro colto in flagranza di reato.
Sempre in Sipario si rivela che Poirot soffre di artrite. Le sue ultime parole sono "Cher ami!" ("Caro amico!"), rivolte al capitano Hastings. Poirot viene sepolto a Styles Court, dove tutto aveva avuto inizio, e il funerale viene organizzato dal fedele amico Hastings.
Poirot è l'unico personaggio immaginario al quale sia stata data notizia della morte con addirittura un articolo di necrologio sulla prima pagina del New York Times.

## Descrizione del personaggio
È un uomo basso, grassoccio e anziano, dotato di straordinaria calma, riflessione e precisione. La sua testa è di forma ovale e tende a tenerla inclinata verso destra. Ha le labbra incorniciate da baffetti sottili e ha ancora molti capelli. Il suo abbigliamento è sempre rigorosamente preciso e perfetto. Abita a Londra e ritiene che l'uso della violenza sminuisca la grandezza umana; come investigatore ha un fiuto straordinario e riesce a risolvere i casi più intricati e difficili. Ha un sistema di indagine che rispecchia la sua personalità: ordinato e metodico. Parla molto spesso scherzosamente delle sue "celluline grigie" ed è molto sicuro di sé. Ama il cibo, ma solo se di qualità e ben preparato. Ama soprattutto la cioccolata calda.

## Storia editoriale

### Elenco dei romanzi e dei racconti scritti da Christie
I gialli di Christie con Poirot come protagonista ammontano a trentatré romanzi e a cinque antologie di racconti, più un romanzo postumo.
| N° | Anno | Romanzo                                                              | Note                                                          |
| -- | ---- | -------------------------------------------------------------------- | ------------------------------------------------------------- |
| 1  | 1920 | Poirot a Styles Court (The Mysterious Affair at Styles)              | è il romanzo di esordio di Agatha Christie                    |
| 2  | 1923 | Aiuto, Poirot! (The Murder on the Links)                             |                                                               |
| 3  | 1924 | Hercule Poirot indaga (Poirot Investigates)                          | antologia di racconti                                         |
| 4  | 1926 | L'assassinio di Roger Ackroyd (The Murder of Roger Ackroyd)          | inizialmente edito in Italia col titolo Dalle nove alle dieci |
| 5  | 1927 | Poirot e i quattro (The Big Four)                                    |                                                               |
| 6  | 1928 | Il mistero del treno azzurro (The Mystery of the Blue Train)         |                                                               |
| 7  | 1932 | Il pericolo senza nome (Peril at End House)                          |                                                               |
| 8  | 1933 | Se morisse mio marito (Lord Edgware Dies)                            |                                                               |
| 9  | 1934 | Assassinio sull'Orient Express (Murder on the Orient Express)        | inizialmente edito in Italia col titolo Orient Express        |
| 10 | 1934 | Tragedia in tre atti (Three Act Tragedy)                             |                                                               |
| 11 | 1935 | Delitto in cielo (Death in the Clouds)                               |                                                               |
| 12 | 1936 | La serie infernale (The A.B.C. Murders)                              |                                                               |
| 13 | 1936 | Non c'è più scampo (Murder in Mesopotamia)                           |                                                               |
| 14 | 1936 | Carte in tavola (Cards on the Table)                                 |                                                               |
| 15 | 1937 | Due mesi dopo (Dumb Witness)                                         |                                                               |
| 16 | 1937 | Poirot sul Nilo (Death on the Nile)                                  |                                                               |
| 17 | 1937 | Quattro casi per Hercule Poirot (Murder in the Mews)                 | antologia di racconti                                         |
| 18 | 1938 | La domatrice (Appointment with Death)                                |                                                               |
| 19 | 1938 | Il Natale di Poirot (Hercule Poirot's Christmas)                     |                                                               |
| 20 | 1940 | La parola alla difesa (Sad Cypress)                                  |                                                               |
| 21 | 1940 | Poirot non sbaglia (One, Two, Buckle My Shoe)                        |                                                               |
| 22 | 1941 | Corpi al sole (Evil Under the Sun)                                   |                                                               |
| 23 | 1942 | Il ritratto di Elsa Greer (Five Little Pigs)                         |                                                               |
| 24 | 1946 | Poirot e la salma (The Hollow)                                       |                                                               |
| 25 | 1947 | Le fatiche di Hercule (The Labours of Hercules)                      | antologia di racconti                                         |
| 26 | 1948 | Alla deriva (Taken at the Flood)                                     |                                                               |
| 27 | 1951 | Il mondo di Hercule Poirot (The Under Dog and Other Stories)         | antologia di racconti                                         |
| 28 | 1952 | Fermate il boia (Mrs McGinty's Dead)                                 |                                                               |
| 29 | 1953 | Dopo le esequie (After the Funeral)                                  |                                                               |
| 30 | 1955 | Poirot si annoia (Hickory Dickory Dock)                              |                                                               |
| 31 | 1956 | La sagra del delitto (Dead Man's Folly)                              |                                                               |
| 32 | 1959 | Macabro quiz (Cat Among the Pigeons)                                 |                                                               |
| 33 | 1963 | Sfida a Poirot (The Clocks)                                          |                                                               |
| 34 | 1966 | Sono un'assassina? (Third Girl)                                      |                                                               |
| 35 | 1969 | Poirot e la strage degli innocenti (Hallowe'en Party)                |                                                               |
| 36 | 1972 | Gli elefanti hanno buona memoria (Elephants Can Remember)            |                                                               |
| 37 | 1974 | I primi casi di Poirot (Poirot's Early Cases)                        | antologia di racconti                                         |
| 38 | 1975 | Sipario - L'ultima avventura di Poirot (Curtain: Poirot's Last Case) |                                                               |
| 39 | 1954 | Il segreto di Greenshore (Hercule Poirot and the Greenshore Folly)   | pubblicato postumo nel 2014                                   |

Inoltre Poirot compare anche in alcune raccolte di racconti condivise con altri personaggi.
Di seguito i racconti che riguardano Poirot in:
- In tre contro il delitto (1939):

1. Il mistero della cassapanca spagnola
2. Come va il vostro giardino?
3. Iris gialli
4. Il sogno
5. Un problema in alto mare

- Testimone d'accusa e altre storie (1948):

1. Il secondo gong

- Tre topolini ciechi e altre storie (1950):

1. L'appartamento al terzo piano
2. A mezzogiorno in punto
3. La torta di more

- Il caso del dolce di Natale e altre storie (1960):

1. Il caso del dolce di Natale
2. Il mistero della cassapanca spagnola
3. Una donna sa...
4. La torta di more
5. Il sogno

- Appuntamento con la paura (1961):

1. Doppia colpa
2. Nido di vespe
3. L'avventura del dolce di Natale
4. Doppio indizio

- Intrigo alle Baleari e altre storie (1991):

1. Il secondo gong
2. Iris gialli

- La casa dei sogni (1997):

1. L'avventura di Natale
2. Il mistero della cassapanca di Baghdad

### Apocrifi
| Anno | Romanzo                                                               | Autore        | Note                                                                                             |
| ---- | --------------------------------------------------------------------- | ------------- | ------------------------------------------------------------------------------------------------ |
| 2014 | Tre stanze per un delitto (The Monogram Murders)                      | Sophie Hannah | Il romanzo si colloca cronologicamente tra Il mistero del treno azzurro e Il pericolo senza nome |
| 2016 | La cassa aperta (Closed Casket)                                       | Sophie Hannah |                                                                                                  |
| 2018 | Il mistero dei tre quarti (The Mystery of Three Quarters)             | Sophie Hannah |                                                                                                  |
| 2020 | I delitti di Kingfisher Hill (The Killing at Kingfisher Hill)         | Sophie Hannah |                                                                                                  |
| 2023 | Omicidio di Natale per Hercule Poirot (Hercule Poirot's Silent Night) | Sophie Hannah |                                                                                                  |

## Adattamenti cinematografici e televisivi con Poirot protagonista
Per ogni film o serie tv viene indicato l'anno di produzione, il titolo, l'opera da cui è tratto e l'attore che veste i panni dell'investigatore.
| Anno      | Film | Opera                                                                                  | Attore               | Note                  |
| --------- | --- | -------------------------------------------------------------------------------------- | -------------------- | --------------------- |
| 1931      | Alibi | Dal romanzo Dalle nove alle dieci                                                      | Austin Trevor        |                       |
| 1931      | Black Coffee | Dalla commedia Caffè nero                                                              | Austin Trevor        |                       |
| 1934      | Lord Edgware Dies | Dal romanzo Se morisse mio marito                                                      | Austin Trevor        |                       |
| 1937      | "Wasps' Nest", episodio della serie Theatre Parade                                                                                  | Dal racconto "Nido di vespe" della raccolta I primi casi di Poirot                     | Francis L. Sullivan  |                       |
| 1955      | "Hercule Poirot klärt den Mord im Orient-Express auf", episodio della serie Die Galerie der großen Detektive                        | Dal romanzo Assassinio sull'Orient Express                                             | Heini Göbel          |                       |
| 1962      | "Hercule Poirot", episodio della serie General Electric Theater                                                                     | N.D.                                                                                   | Martin Gabel         |                       |
| 1965      | Poirot e il caso Amanda (The Alphabet Murders)                                                                                      | Dal romanzo La serie infernale                                                         | Tony Randall         |                       |
| 1973      | Black Coffee | Dalla commedia Caffè nero                                                              | Horst Bollmann       | Film TV               |
| 1974      | Assassinio sull'Orient Express (Murder on the Orient Express)                                                                       | Dal romanzo Assassinio sull'Orient Express                                             | Albert Finney        | 1 Premio Oscar        |
| 1978      | Assassinio sul Nilo | Dal romanzo Poirot sul Nilo                                                            | Peter Ustinov        | 1 Premio Oscar        |
| 1979      | "Les cartes d'Hèrcules Poirot", episodio della serie Novel·la                                                                       | N.D.                                                                                   | Joan Borràs          |                       |
| 1982      | Delitto sotto il sole (Evil Under the Sun)                                                                                          | Dal romanzo Corpi al sole                                                              | Peter Ustinov        |                       |
| 1985      | Agatha Christie: 13 a tavola (Thirteen at Dinner)                                                                                   | Dal romanzo Se morisse mio marito                                                      | Peter Ustinov        | Film TV               |
| 1986      | Agatha Christie: Caccia al delitto (Dead Man's Folly)                                                                               | Dal romanzo La sagra del delitto                                                       | Peter Ustinov        | Film TV               |
| 1986      | Agatha Christie: Delitto in tre atti (Murder in Three Acts)                                                                         | Dal romanzo Tragedia in tre atti                                                       | Peter Ustinov        | Film TV               |
| 1988      | Appuntamento con la morte (Appointment with Death)                                                                                  | Dal romanzo La domatrice                                                               | Peter Ustinov        |                       |
| 1989      | Zagadka Endkhauza | Dal romanzo Il pericolo senza nome                                                     | Anatoliy Ravikovich  |                       |
| 1989-2013 | Poirot (Agatha Christie's Poirot)                                                                                                   | Vari romanzi, racconti e commedie                                                      | David Suchet         | Serie TV              |
| 2001      | Assassinio sull'Orient Express (Murder on the Orient Express)                                                                       | Dal romanzo Assassinio sull'Orient Express                                             | Alfred Molina        |                       |
| 2004      | "Gurando-Metoroporitan no hôseki tônan jiken", episodio della serie Agasa Kurisutî no meitantei Powaro to Mâpuru                    | Dal racconto "Il furto di gioielli al Grand Metropolitan" della raccolta Poirot indaga | Kôtarô Satomi (voce) | Serie TV d'animazione |
| 2004      | "Yasu manshon no nazo", episodio della serie Agasa Kurisutî no meitantei Powaro to Mâpuru                                           | Dal racconto "Un appartamento a buon mercato" della raccolta Poirot indaga             | Kôtarô Satomi (voce) | Serie TV d'animazione |
| 2004      | "ABC satsujin jiken (sono ichi) Powaro e no chôsenjô", episodio della serie Agasa Kurisutî no meitantei Powaro to Mâpuru            | Dal romanzo "La serie infernale"                                                       | Kôtarô Satomi (voce) | Serie TV d'animazione |
| 2004      | "ABC satsujin jiken (sono ni) B no machi de, B no na no hito ga", episodio della serie Agasa Kurisutî no meitantei Powaro to Mâpuru | Dal romanzo "La serie infernale"                                                       | Kôtarô Satomi (voce) | Serie TV d'animazione |
| 2004      | "ABC satsujin jiken (sono san) Hannin arawaru", episodio della serie Agasa Kurisutî no meitantei Powaro to Mâpuru                   | Dal romanzo "La serie infernale"                                                       | Kôtarô Satomi (voce) | Serie TV d'animazione |
| 2004      | "ABC satsujin jiken (sono yon) Powaro, nazo o toku", episodio della serie Agasa Kurisutî no meitantei Powaro to Mâpuru              | Dal romanzo "La serie infernale"                                                       | Kôtarô Satomi (voce) | Serie TV d'animazione |
| 2017      | Assassinio sull'Orient Express (Murder on the Orient Express)                                                                       | Dal romanzo Assassinio sull'Orient Express                                             | Kenneth Branagh      | Film                  |
| 2018      | Agatha Christie - La serie infernale (The ABC Murders)                                                                              | Dal romanzo La serie infernale                                                         | John Malkovich       | Miniserie TV          |
| 2022      | Assassinio sul Nilo (Death on the Nile)                                                                                             | Dal romanzo Poirot sul Nilo                                                            | Kenneth Branagh      | Film                  |
| 2023      | Assassinio a Venezia (A Haunting in Venice)                                                                                         | Dal romanzo Poirot e la strage degli innocenti                                         | Kenneth Branagh      | Film                  |